# Oicle
Oicle (in greco antico Οἰκλῆς, Oiklḕs) o Oicleo è un personaggio della mitologia greca, fratello di Amfalce e figlio di Antifate e Zeusippe, a sua volta figlia di Ippocoonte.

## Mitologia
Oicle discendeva dal veggente Melampo ed aveva sposato Ipermnestra (discendente della omonima danaide che aveva sposato Linceo) e da questa unione aveva avuto il veggente Anfiarao (che fu re di Argo e protetto da Apollo) e altre due figlie Ifianira e Polibea.
Con Peleo e Telamone accompagna Eracle in una spedizione contro Troia.

### Fonti antiche
- Pseudo-Apollodoro, Bibliotheca, II, 6, 3-4
- Diodoro Siculo, Bibliotheca historica, IV, 9 ; IV, 25
- Omero, Odissea, XV, 243
- Igino, Fabulae, LXX ; LXXIII.